# کالین بیتمن (بازیکن فوتبال)
کالین بیتمن (انگلیسی: Colin Bateman؛ زادهٔ ۲۲ اکتبر ۱۹۳۰) بازیکن فوتبال اهل بریتانیا است.
از باشگاه‌هایی که در آن بازی کرده‌است می‌توان به باشگاه فوتبال همل همپستید تاون، باشگاه فوتبال واتفورد، و باشگاه فوتبال سیتینگبورو اشاره کرد.